# Marco Salvi
Marco Salvi (* 4. dubna 1954 Sansepolcro) je italský římskokatolický duchovní a biskup Civita Castellana.

## Život
Narodil se 4. dubna 1954 v Sansepolcro.
Studoval architekturu na Florentské univerzitě. Poté vstoupil do kněžského semináře v Arezzu. Teologické vzdělání získal na Teologické fakultě ve Florencii. Dne 28. května 1983 byl biskupem Telesforem Giovannim Cioli vysvěcen na kněze a inkardinován do diecéze Arezzo. Stal se farním vikářem v Anghiari a následující rok farářem v Tavernelle.
V letech 1993–2005 působil jako předseda institutu pro podporu duchovenstva. Mezitím byl roku 1999 ustanoven proboštem svatého Bartoloměje v Anghiari a rektorem svatyně Madonna del Carmine al Combarbio ve stejném městě. Dne 15. února 2019 jej papež František jmenoval pomocným biskupem arcidiecéze Perugia-Città della Pieve a titulárním biskupem z Termini Imerese. Biskupské svěcení přijal 31. března z rukou kardinála Gualtiera Bassetti a spolusvětiteli byli kardinál Francesco Coccopalmerio a arcibiskup Riccardo Fontana.
Dne 11. listopadu 2022 byl jmenován biskupem diecéze Civita Castellana.